# Action démocratique indépendante
Pour les articles homonymes, voir ADI.
L'Action démocratique indépendante (portugais : Acção Democrática Independente, abrégé en ADI) est un parti politique de Sao Tomé-et-Principe. Créé en 1994 par le président Miguel Trovoada, c'est un parti classé politiquement au centre droit.

## Historique

### Création de l'ADI et premières années
L'Action démocratique indépendante est fondée en 1992 par le conseiller politique du président Miguel Trovoada, mais enregistrée officiellement dans ans plus tard. Les premières élections auquel l'ADI prend part sont les élections municipales de 1992.
En 2000, le parti co-créé l'alliance électorale Plateforme démocratique, avec le Parti de convergence démocratique – Groupe de réflexion, la Coalition démocratique de l'opposition, l'Union nationale pour la démocratie et le progrès (en) et le Parti populaire du progrès (en). L'ADI prend part à l'élection présidentielle du 29 juillet 2001, où son candidat, Fradique de Menezes, est élu président de la République avec 55,2 % des suffrages. Après les élections, de Menezes, en conflit avec Trovoada, rejoint un nouveau parti, le Mouvement pour les forces de changement démocratique – Parti libéral (MDFM-PL).
Lors des élections législatives du 3 mars 2002, l'Action démocratique indépendante est le principal parti de l'alliance Uê Kédadji, qui a gagné 16,2 % des voix et 8 sièges sur 55 (dont cinq obtenus par des membres de l'ADI). Il quitte cette alliance et gagne 11 sièges sur 55 aux élections de 2006.

### Présidence de Patrice Trovoada
À sa création, l'ADI est dirigé par un secrétaire général. Les statuts du parti sont par la suite modifiés lors d'un congrès, et les postes de président, vice-président et secrétaire général sont créés. Patrice Trovoada, fils de Miguel, est le premier président élu, en 2001.
Quatre ans plus tard, le secrétaire général du parti Carlos Neves et plusieurs autres membres opposés à Trovoada (dont Gabriel Costa, Premier ministre en 2002 et entre 2012 et 2014) quittent l'ADI pour former l'Union des démocrates pour la citoyenneté et le développement.
Lors de l'élection présidentielle de juillet 2006, Patrice Trovoada participe comme le seul principal candidat de l'opposition, mais il a été battu par Menezes. Il est nommé Premier ministre en février 2008, mais le 20 mai 2008, il perd le vote de confiance proposé par le Mouvement pour la libération de Sao Tomé-et-Principe – Parti social-démocrate (MLSTP-PSD) et en juin, Menezes demande au MLSTP-PSD de former un nouveau gouvernement. L'ADI a dénoncé la désignation par Menezes du MLSTP-PSD pour former un gouvernement, qualifiant cela d'inconstitutionnel au motif qu'il était trop tard dans la législature pour le faire. L'affaire a été portée devant le Tribunal suprême de justice.
Aux élections municipales de 2014, l'Action démocratique indépendante remporte les six districts. Aux législatives de la même année, l'ADI obtient la majorité absolue avec 33 sièges sur 55, et  Patrice Trovoada est nommé à nouveau chef du gouvernement. Lors de l'élection présidentielle de 2016, c'est Evaristo Carvalho, membre de l'ADI, qui est élu au second tour, seul candidat après le boycott du président-candidat Manuel Pinto da Costa. Par conséquent, Carvalho perd son poste de vice-président du parti.

### Crise en 2018-2019
Après les élections législatives d'octobre 2018, l'Action démocratique indépendante perd sa majorité absolue, mais obtient tout de même une majorité relative avec 25 sièges sur 55. Cependant, l'alliance de l'opposition entre le Mouvement pour la libération de Sao Tomé-et-Principe et la coalition Parti de convergence démocratique-Union MDFM-UDD la surpasse en nombre d'élus et demande un gouvernement avec Jorge Bom Jesus, le leader du MLSTP-PSD, à sa tête. De son côté, l'ADI peine à trouver un candidat pour ce poste. Trovoada annonce début novembre ne pas se représenter pour un nouveau mandat et propose Olinto Daio, le ministre de l'Éducation en place, pour lui succéder. Ce dernier refuse, critiquant le fait que les « valeurs » de Sao Tomé-et-Principe « ne sont pas présentes » dans cette proposition de gouvernement. Le nom de João Álvaro Sobrinho, ancien ministre de l'Éducation, est alors proposé par la commission politique du parti, en désaccord avec son président. Le 29 novembre, Bom Jesus est finalement annoncé comme nouveau Premier ministre du pays.
Le choix de Sobrinho, associé à d'autres conflits internes, signe le départ de Patrice Trovoada de la présidence du parti. Il démissionne le 28 novembre 2018 et est suivi dans la foulée par le secrétaire général Lévy Nazaré, qui dénonçait en l'ex-Premier ministre un « chef dictateur ». Dans le même temps, craignant une accusation de corruption lié à ses activités à la tête du gouvernement, il s'exile au Portugal en 2018.
Lors d'un congrès organisé le 25 mai 2019, Agostinho Fernandes, avocat et ancien membre de Génération espoir, est élu président, et Álvaro Santiago et Ekeneide dos Santos vice-présidents. Cependant, la commission politique n'ayant pas été réunie, elle ne reconnaît pas le vote. Il est validé par la Cour constitutionnelle du pays en septembre de la même année. Cependant, il démissionne le même mois et ordonne la mise en place d'un nouveau congrès pour le 28 septembre. Patrice Trovoada et ses vice-présidents Orlando da Mata et Selmira Fernandes y sont élus avec 999 voix pour, zéro contre et une abstention. Fernandes est absent le jour du vote.
Patrice Trovoada est réélu au congrès du 3 octobre 2020 mais l'élection n'est pas reconnue par la Cour constitutionnelle. L'ADI annonce la tenue d'un nouveau scrutin.

## Organisations politiques associées
L'Action démocrate indépendante possède deux organisations associées : un mouvement de jeunesse, la Jeunesse de l'Action démocratique indépendante (Juventude da Acção Democrática Independente), présidé par Watson Carvalho de Almeida, et un mouvement féminin, Femmes en action (Mulheres em Acção). Sa vice-présidente est Arlete Zeferino.

## Direction du parti

### Liste des présidents
| Portrait | Nom                 | Mandat                          | Secrétaire général ou vice-président                               |
| --- | ------------------- | ------------------------------- | ------------------------------------------------------------------ |
| | Patrice Trovoada    | 2001 – 28 novembre 2018         | Carlos Neves (?-2005) ? Levy Nazaré (?-2018)                       |
| 28 novembre 2018 – 25 mai 2019 : présidence non assurée                                                                |                     |                                 |                                                                    |
| | Agostinho Fernandes | 25 mai 2019 – 28 septembre 2019 | Álvaro Santiago Ekeneide dos Santos                                |
| | Patrice Trovoada    | depuis le 28 septembre 2019     | 2019-2020 : Orlando da Mata et Selmira Fernandes (vice-présidents) |
| octobre 2020 - décembre 2022 : Américo Ramos (secrétaire général), Adjoint : Vasth Santos (secrétaire général adjoint) | Patrice Trovoada    | depuis le 28 septembre 2019     |                                                                    |

### Bureau politique
Le bureau politique du parti du 25 mai 2019 est composé de : 
- Président : Agostinho Fernandes
- Vice-présidents : Álvaro Santiago et Ekeneide dos Santos
- Vice-présidente de la section féminine (MMA) : Arlete Zeferino
- Président de la section jeunesse (JADI) : Wadson Carvalho de Almeida
- Arlindo Ramos, Cecílio Quaresma, Hamilton Sousa, Ilza Amado Vaz, Levy Nazaré, Octávio Boa Morte, Olinto Daio, Pedro Carvalho et Vitorino do Rosário
- Leader du groupe parlementaire : Abnildo Oliveira[29]
  - Vice-leader : Ekeneide dos Santos[29]

## Résultats électoraux

### Élections présidentielles
| Année | Candidat            | 1er tour | 1er tour | 1er tour | 2d tour | 2d tour | 2d tour |
| Année | Candidat            | Voix     | %        | Rang     | Voix    | %       | Rang    |
| ----- | ------------------- | -------- | -------- | -------- | ------- | ------- | ------- |
| 1996  | Miguel Trovoada     | 15 334   | 41,40    | 1er      | 35 112  | 52,70   | 1er     |
| 2001  | Fradique de Menezes | 25 896   | 55,18    | 1er      | -       | -       | -       |
| 2006  | Patrice Trovoada    | 22 339   | 38,80    | 2e       | -       | -       | -       |
| 2011  | Evaristo Carvalho   | 13 125   | 21,79    | 2e       | 31 287  | 47,12   | 2d      |
| 2016  | Evaristo Carvalho   | 34 522   | 49,88    | 1er      | 42 058  | 100     | 1er     |
| 2021  | Carlos Vila Nova    | 32 022   | 39,47    | 1er      | 45 481  | 57,54   | 1er     |

### Élections législatives
Depuis 1994, l'Action démocratique indépendante dispose d'un groupe parlementaire.
| Année | Résultats | Résultats | Sièges  | Rang | Gouvernement                                   |
| Année | Voix      | %         | Sièges  | Rang | Gouvernement                                   |
| ----- | --------- | --------- | ------- | ---- | ---------------------------------------------- |
| 1994  | 6 660     | 26,27     | 14 / 55 | 2e   |                                                |
| 1998  | 8 222     | 28,30     | 16 / 55 | 2e   |                                                |
| 2002  | 6 398     | 16,20     | 5 / 55  | 3e   | Opposition (coalition Uê Kédadji)              |
| 2006  | 10 678    | 20,50     | 11 / 55 | 3e   | Opposition Majorité gouvernementale Opposition |
| 2010  | 29 588    | 43,13     | 26 / 55 | 1er  | Majorité gouvernementale Opposition            |
| 2014  | 35 267    | 52,58     | 33 / 55 | 1er  | Majorité gouvernementale                       |
| 2018  | 32 805    | 41,81     | 25 / 55 | 1er  | Opposition                                     |
| 2022  | 36 549    | 46,81     | 30 / 55 | 1er  | Majorité gouvernementale                       |

### Élections municipales
| Année | Résultats          | Résultats          | Sièges             | Rang               |
| Année | Voix               | %                  | Sièges             | Rang               |
| ----- | ------------------ | ------------------ | ------------------ | ------------------ |
| 1992  |                    |                    | 6 / 59             |                    |
| 1992  | Résultats inconnus | Résultats inconnus | Résultats inconnus | Résultats inconnus |
| 2014  | 31 869             | 47,58              | 33 / 54            | 1er                |
| 2018  | 29 198             | 41,18              | 30 / 63            | 1er                |
| 2022  |                    |                    | 42 / 68            | 1er                |

### Élections régionales
| Année | Résultats | Résultats | Sièges | Rang |
| Année | Voix      | %         | Sièges | Rang |
| ----- | --------- | --------- | ------ | ---- |
| 2014  | 380       | 11,7      | 0 / 7  | 3e   |

## Identité visuelle

Logo de l'ADI.
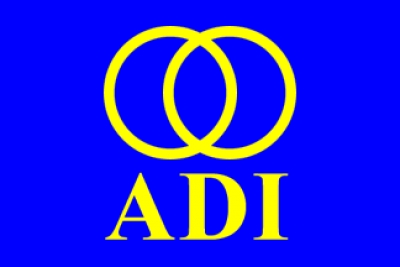
Logo alternatif de l'ADI.
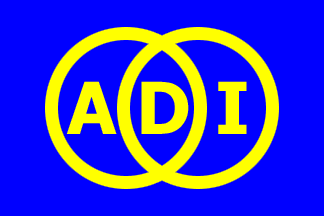
Logo alternatif de l'ADI.